# Símbolo de grado
El símbolo de grado o signo de grado (°) es un símbolo tipográfico que se usa, entre otras cosas, para representar grados de ángulos (por ejemplo, en sistemas de coordenadas geográficas), horas (en ámbito médico), grados de temperatura, grados de alcohol o la estructura (de quinta) disminuida en la construcción de acordes en la música. El símbolo consiste en un pequeño círculo volado, históricamente un cero en miniatura.
En el ámbito hispanohablante este símbolo se puede confundir con el indicador ordinal de la letra O que se utiliza para abreviar números ordinales, por ejemplo, 6.º para representar "sexto". No obstante, ambos se diferencian en que el símbolo de grado tiene forma de circunferencia perfecta mientras la O volada a menudo (aunque no siempre) tiene forma ovalada; además la O volada en ocasiones aparece subrayada y según la ortografía debe ir precedida de un punto, porque es una abreviatura, cosa que el símbolo de grado no necesita.

## Historia
El primer uso moderno registrado conocido del símbolo de grado en matemáticas es de 1657, donde el uso parece mostrar que el símbolo es un pequeño cero elevado, coincidiendo con la notación del símbolo principal de subdivisiones sexagesimales de grado como el minuto ′, segundo ″ y tercero ‴, que se originaron como pequeños números romanos en relieve.[cita requerida]

## Tipografía
En el caso de grados de arco de ángulo, el símbolo de grado sigue al número sin ningún espacio intermedio, por ejemplo, 30°.
En el caso de los grados de temperatura, se coloca con un espacio entre el número y el símbolo de grado, por ejemplo: 10 °C. Del mismo modo que no llevará espacio entre el símbolo de grado y la letra latina «C» o «F» que representa Celsius o Fahrenheit, respectivamente.